# Kfar Tikva

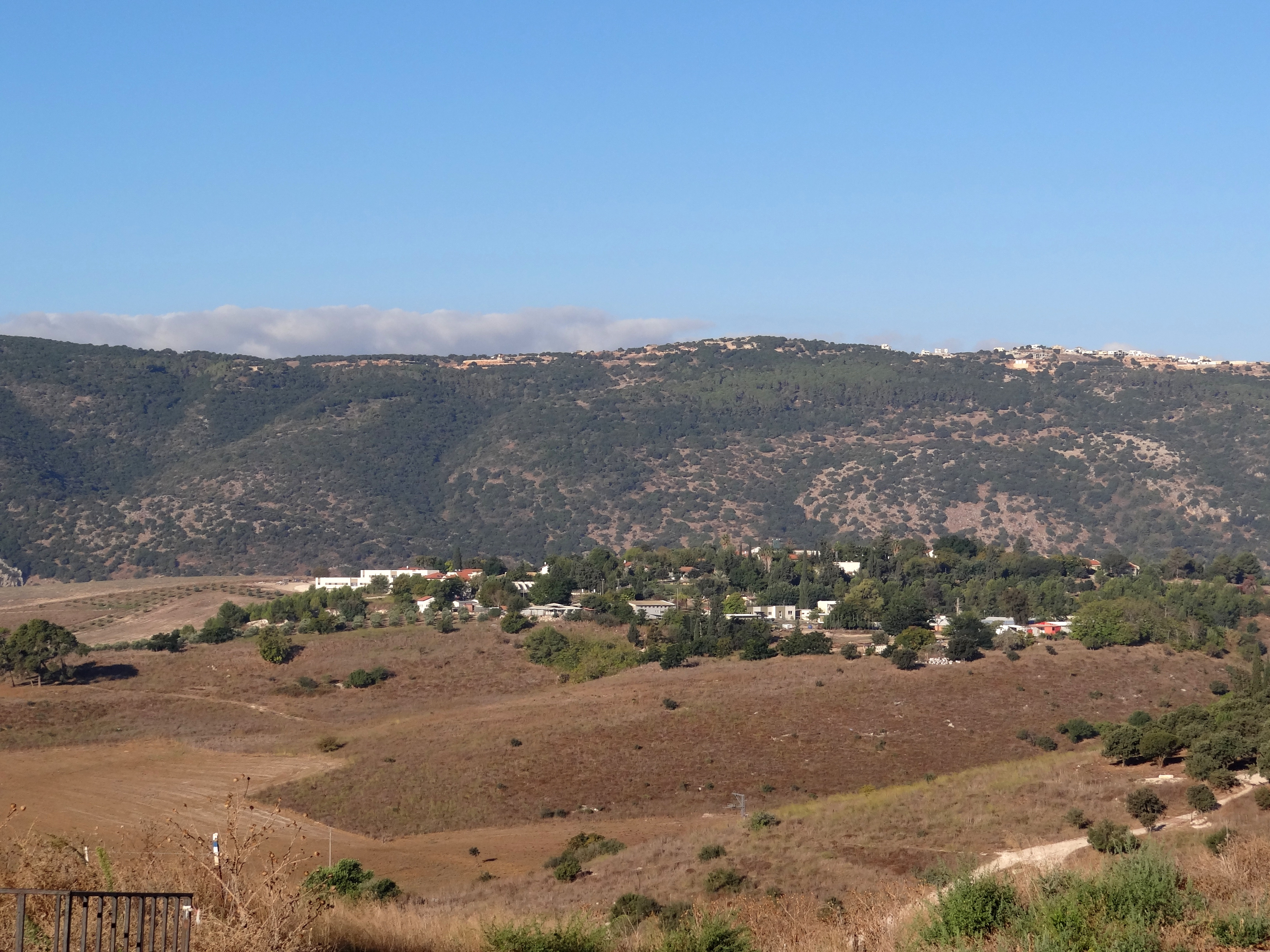
Kfar Tikva

Kfar Tikva (hebräisch כְּפַר תִּקְוָה Kfar Tiqwah, deutsch ‚Dorf der Hoffnung‘, Plene: כפר תיקווה) ist eine israelische Einrichtung, in der Behinderte nach der Art eines Kibbuz zusammen leben. Sie liegt landschaftlich am Westende der Jesreelebene und politisch im Gebiet des Regionalverbands ʿEmeq Jizreʾel südlich der Stadt Qirjat Tivʿon, von der aus allein eine Erschließung durch befestigte Straße besteht.

## Geschichte
Kfar Tikva wurde 1963 unter der Führung Siegfried Hirschs von einer Gruppe Israelis auf der Spitze eines Hügels nahe Qirjat Tivʿon gegründet. Die Siedlung umfasst etwa 30 Hektar. Mit Hilfe von Freiwilligen des deutschen Vereins „Zedekah e. V.“ und deutscher Spender konnte mit der Umsetzung der Vision der Gründer noch im selben Jahr begonnen werden. Die Einrichtung wurde im Jahr 1964 eingeweiht.

## Das Anliegen
Siegfried Hirsch und seine Mitstreiter gründeten Kfar Tikva auf dem Gelände des verlassenen Kibbuz Givʿat Sajid (גִּבְעַת זַיִיד englisch Givʿat Zayid). Hier sollte Hirschs Idee Wirklichkeit werden. Ein Ort an dem Behinderte so leben können, wie andere Menschen auch. Diese Idee gipfelte in dem Ausspruch Dr. Hirschs am Tag der Einweihung Kfar Tikvas: „Sie sollen leben wie wir!“ So versteht sich Kfar Tikva heute als ein „Kibbuz“ besonderer Art, auch oder gerade weil man nicht der Kibbuzbewegung angehört. Die Behinderten des Dorfes verstehen sich als Mitglieder (Chaverim) dieses „Kibbuz“ und übernehmen, im Rahmen ihrer Möglichkeiten, Aufgaben und Pflichten für die Gemeinschaft.
Seit dem Aufbau des Dorfes auf dem Gelände des ehemaligen Kibbuz Givʿat Sajid, der 1963 mit Hilfe deutscher Freiwilliger erfolgte und von Brot für die Welt unterstützt wurde, ist Kfar Tikva so etwas wie ein Aushängeschild der deutsch-israelischen Beziehungen geworden, ebenso der christlich-jüdischen Zusammenarbeit. Delegationen aus Deutschland waren oft, deutsche Außenminister mehrfach zu Gast.

## Struktur
Grundlegend entspricht die Struktur des Dorfes der eines Kibbuz. Die Leitung besteht aus Eltern- bzw. Mündelvertretern, aus Mitarbeitern und Vertretern der Behinderten. Dies ist der wesentliche Unterschied zu anderen Behinderteneinrichtungen. In Kfar Tikva haben die dort lebenden Behinderten, die sich als Mitglieder dieses „Kibbuz“ verstehen, ein Mitspracherecht, auch auf der Führungsebene. Die gewählten Vertreter der Behinderten haben ein Mitsprache- und Mitentscheidungsrecht z. B. bei der Besetzung von Arbeitsstellen, von Projekten oder bei der Aufnahme von neuen Mitgliedern. Wechselnde Arbeiten und Verantwortung für andere und die Gruppe – das macht Kfar Tikva so besonders.

## Arbeit
Kfar Tikva bietet ungefähr 200 Behinderten eine Beschäftigung. Neben den täglich anfallenden Arbeiten, die in so einer Einrichtung notwendig sind, darunter die Gartenarbeit oder die Wäscherei und Hauswirtschaft, bieten die verpachteten Wirtschaftsbetriebe, die sich auf dem Gelände des Dorfes befinden, zusätzliche Arbeitsplätze.

## Wirtschaftsbetriebe
Auf dem Gelände Kfar Tikvas befinden sich eine Winzerei, eine Hundezucht und eine Kerzenfabrik. Diese Betriebe sind verpachtet unter der Auflage, den Chaverim Arbeitsplätze zu sichern. Vor allem der Wein aus der Kfar Tikva Winery ist bekannt. Ein weiterer Betrieb ist die Keramikwerkstatt, deren Bau durch einen Zuschuss der Deutschen Botschaft Tel Aviv ermöglicht wurde.

## Lernen
Kfar Tikva war die erste Behinderteneinrichtung, die die Universität Haifa überzeugen konnte, Bildungsprogramme für Behinderte anzubieten. Seitdem nutzt die Universität das Programm zur Ausbildung der Studenten in sozialen Berufen und bietet den Chaverim und deren Familien die Möglichkeit, zusammen ein individuelles Lernprogramm zu erarbeiten.